# 264476 Aepic
264476 Aepic è un asteroide della fascia principale. Scoperto nel 2001, presenta un'orbita caratterizzata da un semiasse maggiore pari a 2,3002400 UA e da un'eccentricità di 0,0993487, inclinata di 3,72502° rispetto all'eclittica.